# Springfield (Ohio)
Springfield is een plaats (city) in de Amerikaanse staat Ohio, en valt bestuurlijk gezien onder Clark County.

## Demografie
Bij de volkstelling in 2000 werd het aantal inwoners vastgesteld op 65.358.
In 2006 is het aantal inwoners door het United States Census Bureau geschat op 62.844, een daling van 2514 (-3.8%). In 2020 was dit aantal verder gedaald naar 58,662.

## Geografie
Volgens het United States Census Bureau beslaat de plaats een oppervlakte van
58,3 km², waarvan 58,2 km² land en 0,1 km² water. Springfield ligt op ongeveer 305 m boven zeeniveau.

## Plaatsen in de nabije omgeving
De onderstaande figuur toont nabijgelegen plaatsen in een straal van 16 km rond Springfield.

## Bekende inwoners van Springfield

### Geboren
- Lillian Gish (1893-1993), actrice
- Berenice Abbott (1898-1991), fotografe
- W. R. Burnett (1899-1982), schrijver en scenarist
- Lloyd Scott (1902-?), jazzdrummer
- Mike DeWine (1947), gouverneur van Ohio en senator
- Justin Chambers (1970), acteur en fotomodel
- John Legend (1978), zanger

## Geruchten rond huisdieren
In september 2024 werden ongefundeerde beweringen verspreid over Haïtiaanse immigranten die in Springfield, Ohio, huisdieren ontvoerden en aten. De berichten werden versterkt door zakenman Elon Musk, senator Ted Cruz en Republikeinse vice-presidentskandidaat JD Vance.  De valse beweringen werden herhaald door oud-president en Republikeinse presidentskandidaat Donald Trump tijdens zijn eerste presidentiële debat met de kandidaat van de Democraten Kamala Harris. De autoriteiten van Springfield reageerden nog tijdens het debat dat "er geen geloofwaardige rapporten of specifieke beweringen zijn geweest over huisdieren die werden mishandeld, verwond of mishandeld door personen binnen de immigrantengemeenschap".